# Ţorāq Tappeh
Ţorāq Tappeh (persiska: طُراق تَپِّه, تورَخ تَپِّه, طراق تپه) är en ort i Iran.   Den ligger i provinsen Kurdistan, i den nordvästra delen av landet, 400 km väster om huvudstaden Teheran. Ţorāq Tappeh ligger 2 009 meter över havet och antalet invånare är 271.
Terrängen runt Ţorāq Tappeh är kuperad. Runt Ţorāq Tappeh är det ganska tätbefolkat, med 60 invånare per kvadratkilometer. Närmaste större samhälle är Chenāreh, 14,4 km sydväst om Ţorāq Tappeh. Trakten runt Ţorāq Tappeh består i huvudsak av gräsmarker.